# Barbara Billingsley
Barbara Billingsley (nacida Barbara Lillian Combes; 22 de diciembre de 1915-16 de octubre de 2010) fue una actriz de cine, televisión, voz y teatro estadounidense. Comenzó su carrera con papeles no acreditados en Three Guys Named Mike (1951), The Bad and the Beautiful (1952) e Invaders from Mars (1953), y apareció en la película de 1957 The Careless Years junto a Natalie Trundy. Luego apareció en papeles televisivos recurrentes, como The Brothers.
Billingsley ganó prominencia por su papel más conocido de June Cleaver, la madre en la serie de televisión Leave It to Beaver (1957-1963) y su secuela The New Leave It to Beaver (1983-1989). Apareció como la " Jive Lady" en Airplane! (1980), y su último papel cinematográfico fue el de la tía Martha en la versión cinematográfica de 1997 de Leave It to Beaver.

## Juventud
Billingsley nació como Barbara Lillian Combes el 22 de diciembre de 1915 en Los Ángeles, California, hija de Lillian Agnes (de soltera McLaughlin) y Robert Collyer Combes, un oficial de policía. Tenía una hermana mayor, Elizabeth. Sus padres se divorciaron en algún momento antes de su cuarto cumpleaños, y su padre, quien más tarde se convirtió en jefe asistente de policía, se volvió a casar. Después del divorcio, la madre de Billingsley comenzó a trabajar como capataz en una fábrica de tejidos.

## Carrera profesional

### Primeros años

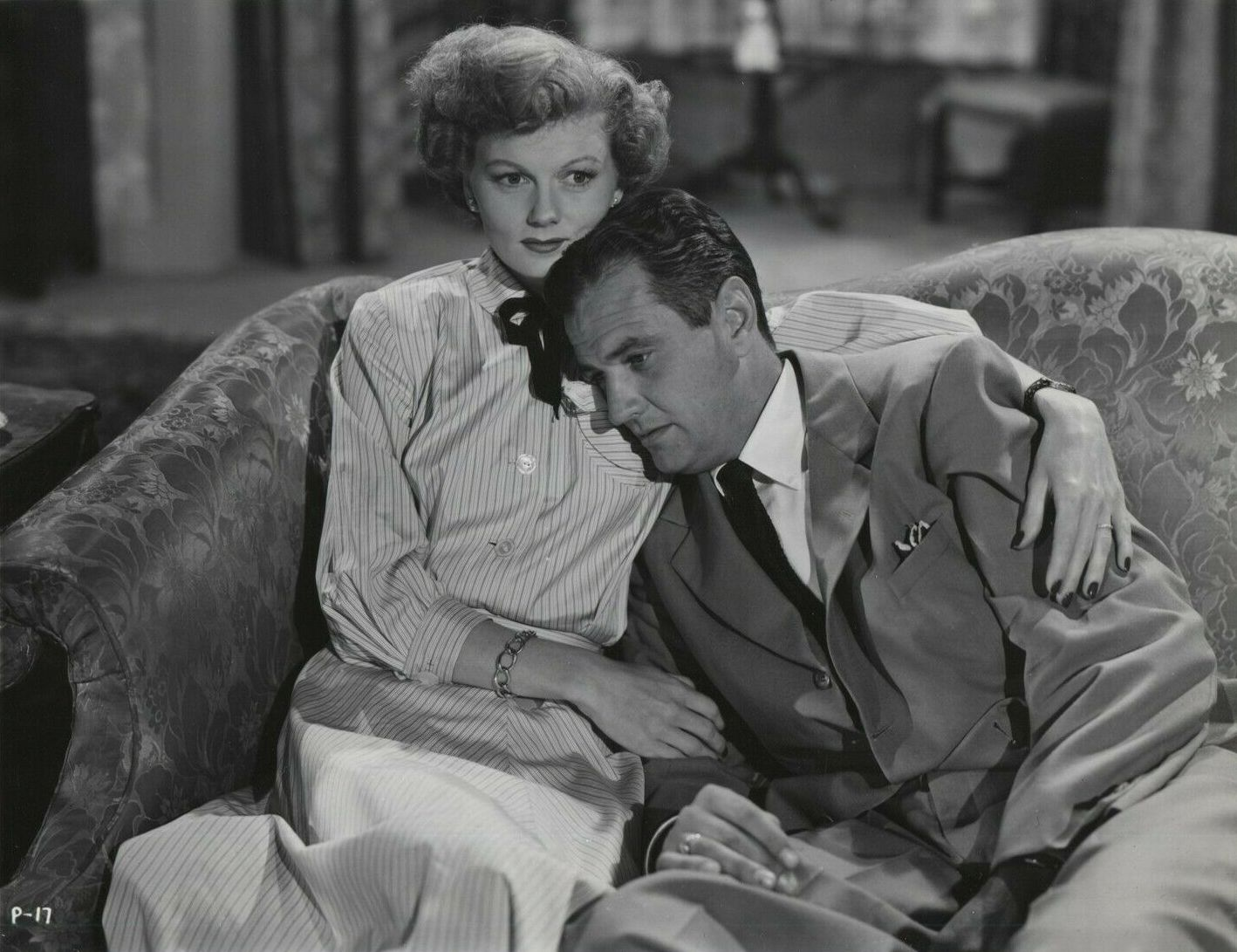
Billingsley y Bruce Edwards interpretan a una pareja judía en Prejudice (1949).

Después de asistir a Los Ángeles Junior College durante un año, Billingsley viajó a Broadway, cuando Straw Hat, una revista en la que aparecía, atrajo suficiente atención como para enviarla a la ciudad de Nueva York. Cuando el espectáculo cerró después de cinco días, alquiló un apartamento en la calle 57 y se puso a trabajar como modelo de moda por 60 dólares a la semana. En 1941, se casó con Glenn Billingsley Sr. Luego en 1945, obtuvo un contrato con MGM Studios y después en 1946, se mudó con su esposo a Los Ángeles. Ese mismo año, Glenn Billingsley abrió un asador.
En los años 40, Billingsley tuvo varios papeles no acreditados. En la primera mitad de la década de 1950, tuvo algunos papeles secundarios como Three Guys Named Mike (1951), junto a Jane Wyman ; Lo malo y lo bello (1952); y la película de ciencia ficción Invaders from Mars (1953). En 1952, Billingsley tuvo su primer papel como estrella invitada en un episodio de The Abbott and Costello Show.
En 1955, ganó un papel coprotagonista en la comedia Professional Father, protagonizada por Stephen Dunne y Beverly Washburn. Duró solo una temporada. El año siguiente, Billingsley tuvo un papel recurrente en The Brothers (con Gale Gordon y Bob Sweeney ) y una aparición con David Niven en su serie de antología Four Star Playhouse. En 1957, coprotagonizó con Dean Stockwell y Natalie Trundy enThe Careless Years, su primer y único papel importante en una película.[cita requerida]
Billingsley tuvo papeles como invitado en El orgullo de la familia, Schlitz Playhouse of Stars, Letter to Loretta, You Are There y Cavalcade of America. Apareció en Make Room for Daddy el 14 de enero de 1957 en el episodio "Danny's Date", donde interpretó a Mary Rogers.[cita requerida]

### Leave It to Beaver

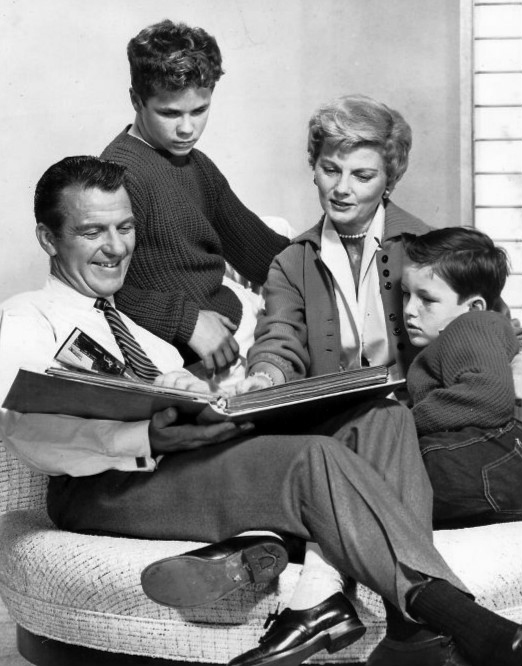
Reparto de Leave it to Beaver

Después de firmar un contrato con Universal Studios[cita requerida] en 1957, Billingsley tuvo un gran impacto televiviso con su papel de June Cleaver en la comedia Leave It to Beaver. Se estrenó en CBS en 1957 con valuaciones de audiencia mediocres. El próximo año, ABC lo recogió y se convirtió en un gran éxito. Se transmitió durante las siguientes cinco temporadas y en más de 100 países. También protagonizó Hugh Beaumont como Ward Cleaver, el esposo de June, y los niños actores Tony Dow como Wally Cleaver y Jerry Mathers como Theodore "Beaver" Cleaver como sus niños.
En el programa, a menudo se veía a Billingsley haciendo las tareas del hogar con perlas y pendientes. Tenía lo que ella denominó "un hueco" en el cuello y pensaba que usar un collar de perlas blancas lo aclararía para las cámaras. En temporadas posteriores, comenzó a usar tacones altos para compensar el hecho de que los actores que interpretaban a sus hijos eran más altos que ella. El collar de perlas estaba tan cercanamente asociado con el personaje que un episodio completo de la serie secuela trató sobre la pérdida del collar.
Billingsley se arrepintió un poco del éxito duradero del programa: en los contratos estándar de los actores en la década de 1950, los pagos residuales terminaban después de seis reposiciones, pero Leave It to Beaver,  posteriormente considerado un clásico, fue sindicado por el resto de su vida.
Billingsley dijo que su personaje era la "madre ideal" durante una entrevista en 1997 con TV Guide. Ella dijo que algunas personas pensaban que June era un personaje débil, pero ella no: "Ella era el amor en esa familia. Ella dio un buen ejemplo de lo que podría ser una esposa. Yo tenía dos niños en casa cuando hice el programa. Creo que el personaje se parecía a mí y viceversa. Nunca he sabido dónde comenzaba uno y paraba el otro". Billingsley explicó su punto de vista sobre el atractivo perdurable de los personajes de Leave It to Beaver : "Creo que a todos les gustaría una familia así. ¿No sería lindo si llegas a casa de la escuela y mamá está parada allí con su pequeño delantal y galletas esperando?" 
Billingsley, sin embargo, cuestionó las reacciones de su personaje ante el mal comportamiento de los niños Cleaver, basando su preocupación en la experiencia personal como madre de dos hijos. Como explicó el coproductor Joseph Connelly: "En las escenas en las que está enfadada con los chicos, siempre se nos acerca con el guión y se opone. "No veo por qué June está tan enfadada por lo que ha hecho Beaver. Ciertamente no lo sería." Como resultado, muchos de los crímenes de Beaver han sido reescritos en algo realmente atroz, como mentir sobre ellos, para darle a su madre un fuerte motivo para enfadarse".
Después de seis temporadas y 234 episodios, la serie fue cancelada debido al deseo del elenco de pasar a otros proyectos, especialmente Mathers, quien se jubiló de la actuación para ingresar a su primer año en la escuela secundaria. El actor más joven consideraba a Billingsley una mentora, una segunda madre, y una amiga profesional cercana:

Barbara siempre era un verdado modelo para mí. Era una actriz increíble. Y mucha gente, sabes, cuando la ven hablar, siempre dicen que ella puede hacer otras cosas además de ser una madre en Leave It to Beaver. Y les digo Airplane! (1980); ella ha sido una gran cómica toda su vida. Y de muchas maneras, como en All in the Family, la ahogabamas porque su talento verdadero no aparecía en Leave It to Beaver. Ella era 'la mujer,' pero tenía talento excepcional.

### Después deBeaver
Cuando terminó la producción del programa en 1963, Billingsley se había encasillado y tuvo problemas obteniendo trabajos de actuación para años. Viajó mucho al extranjero hasta finales de la década de 1970. Después de una ausencia de 17 años del ojo público (aparte de aparecer en dos episodios de El FBI en 1971), falsificó su imagen inocente con una breve aparición en la comedia ¡Avión! (1980) como un pasajero que podía "hablar jive". Dijo que el papel le dio tanta publicidad como Beaver y revivió su carrera.
Volviendo a la televisión, apareció en episodios de Mork & Mindy y The Love Boat. En 1983 repitió su papel de June Cleaver en la película Leave It to Beaver titulada Still the Beaver en 1983. Hugh Beaumont había muerto el año anterior de un infarto, así que interpretó a su viuda. También apareció en la reposición de la serie The New Leave It to Beaver de 1985 a 1989. Durante la corrida de The New Leave It to Beaver, Billingsley se convirtió en la voz de Nanny en Muppet Babies de 1984 a 1991. Por su actuación como niñera, fue nominada para el premio Emmy diurno para la mejor intérprete en una serie infantil en 1989 y 1990.[cita requerida]
Después de que The New Leave It to Beaver terminó su corrida en 1989, Billingsley apareció en papeles invitados en Parker Lewis Can't Lose, Empty Nest y Murphy Brown. También repitió su papel de June Cleaver en varios programas de televisión, incluidos Elvira's Movie Macabre, Amazing Stories, Baby Boom, Hi Honey, I'm Home! y Roseanne. En 1998, apareció en Candid Camera, con June Lockhart e Isabel Sanford, como miembros de la audiencia en un seminario de parodia sobre la maternidad. El último papel cinematográfico de Billingsley fue como la tía Martha en la versión cinematográfica de 1997 de Leave It to Beaver. Hizo su última aparición en pantalla en la película Secret Santa en 2003.[cita requerida]
Después de la cancelación del programa en 1963, Mathers siguió siendo su amigo cercano. Se reunieron en The New Leave It to Beaver. Billingsley, Mathers, Dow, Frank Bank y Ken Osmond celebraron juntos el 50 aniversario del programa en Good Morning America.[cita requerida]

## Vida personal
Billingsley se casó tres veces y tuvo dos hijos. Se casó con Glenn Billingsley, Sr. en 1941, restaurador y sobrino de Sherman Billingsley, propietario del Stork Club. Sus negocios incluían Billingsley's Golden Bull, Billingsley's Bocage, los restaurantes Outrigger Polynesian en Los Ángeles y un Stork Club en Key West, Florida, donde vivieron brevemente después de su boda. Tuvieron dos hijos y se divorciaron en 1947. 
En 1953 se casó con el director de cine de origen británico Roy Kellino. Su matrimonio terminó  después de tres años, cuando en 1956 él murió de un infarto a los 44 años. Aproximadamente seis meses después, Billingsley fue entregada el piloto de lo que se convertiría en Leave It To Beaver (entonces titulado It's a Small World ). El tercer y último matrimonio de Billingsley fue con William S. Mortensen en 1959; permanecieron juntos hasta su muerte en 1981.

## Muerte
Billingsley murió de polimialgia en su casa de Santa Mónica, California, el 16 de octubre de 2010, a la edad de 94 años. Está enterrada en el cementerio Woodlawn Memorial, Santa Mónica.

## Filmografía
| Year | Título                       | Papel                                              | Notas                             |
| ---- | ---------------------------- | -------------------------------------------------- | --------------------------------- |
| 1945 | So You Think You're Allergic | Rubia con Urticaria                                | No acreditado                     |
| 1945 | Adventure                    | Dama #2                                            | No acreditido                     |
| 1946 | Up Goes Maisie               | Amiga de Barb en la fiesta de compromiso de Maisie | No acreditido                     |
| 1946 | Two Sisters from Boston      | Invitada a una fiesta                              | No acreditido                     |
| 1946 | Faithful in My Fashion       | Mary - Empleado de tienda departamental            | No acreditido                     |
| 1946 | Three Wise Fools             | Sor Mary Leonard                                   | No acreditido                     |
| 1946 | Undercurrent                 | Invitada a la fiesta                               | No acreditido                     |
| 1946 | The Secret Heart             | Vendedora                                          | No acreditido                     |
| 1947 | The Arnelo Affair            | Weil                                               | No acreditido                     |
| 1947 | The Sea of Grass             | Dama de Honor                                      | No acreditido                     |
| 1947 | Living in a Big Way          | Esposa de G.I. Bill                                | No acreditido                     |
| 1947 | The Romance of Rosy Ridge    | Esposa                                             | No acreditido                     |
| 1947 | The Unfinished Dance         | Señorita Morgan                                    | No acreditido                     |
| 1948 | The Argyle Secrets           | Elizabeth Court                                    |                                   |
| 1948 | Souvenirs of Death           | Madre de Johnny                                    | No acreditido                     |
| 1948 | The Saxon Charm              | Señora Maddox                                      | No acreditido                     |
| 1948 | The Valiant Hombre           | Linda Mason                                        |                                   |
| 1948 | Act of Violence              | Rol de Voz                                         | No acreditido                     |
| 1949 | The Sun Comes Up             | Enfermera                                          | No acreditido                     |
| 1949 | Caught                       | Cliente de tienda en sombrero floreado             | No acreditido                     |
| 1949 | I Cheated the Law            | Ruth Campbell                                      |                                   |
| 1949 | Any Number Can Play          | Jugador                                            | No acreditido                     |
| 1949 | Air Hostess                  | Madeline Moore                                     |                                   |
| 1949 | Prejudice                    | Doris Green                                        |                                   |
| 1949 | A Kiss for Corliss           | Miss Hibbs, Secretaria de Harry                    | No acreditido                     |
| 1950 | Shadow on the Wall           | Olga                                               |                                   |
| 1950 | Trial Without Jury           | Rheta Mulford                                      |                                   |
| 1950 | Pretty Baby                  | Edna la Recepcionista                              |                                   |
| 1950 | Dial 1119                    | Dorothy, Secretaria del editor                     | No acreditido                     |
| 1951 | Three Guys Named Mike        | Ann White                                          |                                   |
| 1951 | Inside Straight              | Señorita Meadson                                   |                                   |
| 1951 | Oh! Susanna                  | Señora Lark                                        | No acreditido                     |
| 1951 | The Tall Target              | Madre Joven                                        | No acreditido                     |
| 1951 | Angels in the Outfield       | 'Hat Check Girl' en restaurante                    | No acreditido                     |
| 1951 | Two-Dollar Bettor            | Señorita Pierson                                   | Creditido como Barbara Billinsley |
| 1952 | Invitation                   | Miss Alvy - Secretaria de Simon                    | No acreditido                     |
| 1952 | Young Man with Ideas         | Aggie - Invitado a una fiesta                      | No acreditido                     |
| 1952 | Woman in the Dark            | Evelyn Courtney                                    |                                   |
| 1952 | The Bad and the Beautiful    | Evelyn Lucien, Diseñadora de vestuario             | No acreditido                     |
| 1953 | The Lady Wants Mink          | Phyllis                                            | No acreditido                     |
| 1953 | Invaders from Mars           | Secretaria de Kelston                              | No acreditido                     |
| 1954 | Day of Triumph               | Claudia - Esposa de Pilate                         | No acreditido                     |
| 1957 | The Careless Years           | Helen Meredith                                     |                                   |
| 1980 | Airplane!                    | Señora "Jive"                                      | Título alternativo: Flying High!  |
| 1987 | Back to the Beach            | Anunciador                                         |                                   |
| 1987 | Bay Coven                    | Beatrice Gower                                     |                                   |
| 1988 | Going to the Chapel          | Papel no indificado                                |                                   |
| 1997 | Leave It to Beaver           | La Madre                                           |                                   |